# Bureacikî, Kazanka
Bureacikî (în ucraineană Бурячки) este un sat în comuna Lahodivka din raionul Kazanka, regiunea Mîkolaiiv, Ucraina.

## Demografie
Componența lingvistică a localității Bureacikî
     Ucraineană (90,48%)
     Rusă (9,52%)
Conform recensământului din 2001, majoritatea populației localității Bureacikî era vorbitoare de ucraineană (90,48%), existând în minoritate și vorbitori de rusă (9,52%).